# Coremacera
Coremacera is een vliegengeslacht uit de familie van de slakkendoders (Sciomyzidae).

## Soorten
- C. amoena (Loew, 1853)
- C. bivittata (Macquart, 1835)
- C. catenata (Loew, 1847)
- C. confluens Rondani, 1868
- C. fabricii Rozkosny, 1981
- C. halensis (Loew, 1864)
- C. marginata (Fabricius, 1775)
- C. obscuripennis (Loew, 1845)